# Nature Climate Change
Nature Climate Change es una revista científica mensual revisada por pares publicada por Nature Publishing Group que cubre todos los aspectos de la investigación sobre el calentamiento global, el cambio climático actual y especialmente sus efectos . Fue creada en 2011 como la continuación de Nature Reports Climate Change, establecida en 2007. Su primer editor en jefe fue Olive Heffernan y el actual editor en jefe de la revista es Bronwyn Wake. Según Journal Citation Reports, la revista tuvo un factor de impacto en 2020 de 21.722.